# Xyris lanata
Xyris lanata är en gräsväxtart som beskrevs av Robert Brown. Xyris lanata ingår i släktet Xyris och familjen Xyridaceae. Inga underarter finns listade i Catalogue of Life.